# Juan Gómez-Jurado
Juan Gómez-Jurado (Madrid, 16 dicembre 1977) è uno scrittore spagnolo.
Dal suo romanzo Regina rossa (Reina roja, 2018) del 2018 è stata tratta la  serie tv omonima.

## Opere[1]
- La spia di Dio (Espía de Dios, 2006), traduzione di P. Spinato, Longanesi, 2007, ISBN 9788830423886.
- La masacre de Virginia Tech (2007)
- Ultima ora nel deserto (Contrato con Dios, 2007), traduzione di P. Spinato, Longanesi, 2009, ISBN 9788830426078.
- El emblema del traidor (2008)
- La leyenda del ladrón (2012)
- Il paziente (El paciente, 2014), traduzione di Elisa Tramontin, fazi editore, 2023, ISBN 1259673200
- La historia secreta del señor White (2015)
- Cicatrice, (Cicatriz, 2015), traduzione di Elisa Tramontin, Fazi Editore, 2023, ISBN 9791259673824
- Regina rossa (Reina roja, 2018), traduzione di Elisa Tramontin, Fazi Editore, 2021, ISBN 9788893257961.
- Lupa nera (Loba negra, 2019), traduzione di Elisa Tramontin, Fazi Editore, 2022, ISBN 9791259670939.
- Re bianco (Rey blanco, 2020), traduzione di Elisa Tramontin, Fazi Editore, 2022, ISBN 9791259672032.
- Tutto brucia (Todo Arde, 2022), traduzione di Elisa Tramontin, Fazi Editore, 2024, ISBN 9791259674616
- Tutto torna (Todo Vuelve, 2023), Traduzione di Elisa Tramontin, Fazi Editore, 2024, ISBN 9791259676276